# 李襲吉
李襲吉（9世纪？—906年），唐朝末年晋王李克用（五代十国后唐的太祖）著名幕僚。父親李圖，洛陽人，有人说他是唐朝宰相李林甫的後裔。

## 生平
唐僖宗乾符年间，李襲吉舉進士，為河中節度使李都搉鹽判官。後去投奔晉王李克用以為榆次县令，后為掌書記。转任節度副使，官至諫議大夫。李襲吉為人恬淡，以文辭自娛，天祐三年去世。以盧汝弼代為副使。莊宗即位，贈李襲吉为礼部尚书、盧汝弼为兵部尚书。

## 唐末幕僚
唐末至五代之初，方鎮非常重视掌書記之官，群雄割據，都专力爭勝，即使書檄往來，也恥居人下。

### 書檄冠於一時
李襲吉為李克用書記，李克用討伐王行瑜而不得入覲，李襲吉為他写表章道：「穴禽有羽，聽舜樂以猶來；天路無梯，望尧雲而不到。」昭宗见到后赞嘆欣賞。晉王李克用與梁王朱温有仇，交兵多年，後晉王多次被困，想要與梁通和，派李襲吉致書梁王，想要和朱溫修好，文辭辨麗。朱溫让人给他讀，读到「毒手尊拳，交相於暮夜，金戈鐵馬，蹂踐於明時」，嘆道：「李公僻處一隅，有士如此。若吾之智算，得襲吉之筆才，虎傅翼矣！」看着他属下德從事敬翔说：「善為我答之。」敬翔的回信，書辭不工。李襲吉的書信，多傳於世。

## 家族
- 女儿，嫁卢质

## 外部連結
- 《廿二史劄記·卷二十二 五代史》